# X-Men (videogioco 1992)
X-Men è un videogioco arcade prodotto dalla Konami nel 1992. Si tratta di un picchiaduro a scorrimento orizzontale basato sull'omonimo fumetto sotto licenza della Marvel Comics. L'animazione degli X-Men e dei loro avversari sono basati su L'audacia degli X-Men, episodio pilota di una serie di cartoni animati del 1989. Il 9 ottobre 2010 la Konami ha rivelato che il videogioco sarà reso disponibile per PlayStation Network ed Xbox Live Arcade.  Il videogioco è uscito rispettivamente il 14 e 15 dicembre 2010.

## Trama
In X-Men il giocatore può scegliere uno fra sei personaggi: Ciclope, Colosso, Wolverine, Tempesta, Nightcrawler o Dazzler. Il loro obiettivo è fermare il malvagio Magneto che sta per scatenare il caos nella civiltà umana. Gli X-Men devono combattere centinaia di sentinelle o X-Men malvagi come Pyro, Blob, Wendigo, Nimrod, la Regina Bianca, Fenomeno e Mystica. In seguito, Magneto rapisce il Professor X e Kitty Pryde, costringendo gli eroi ad una missione di salvataggio. Gli X-Men dovranno farsi strada per giungere sino all'Isola M ed alla fine alla base di Magneto nell'Asteroide M, dove si svolgerà la battaglia finale con Magneto.

## Accoglienza
La rivista Play Generation diede alla versione per PlayStation 3 un punteggio di 71/100, trovando che le meccaniche erano divenute desuete, in singolo non aveva ragione di esistere mentre l'introduzione dell'online avrebbe fatto la gioia dei fan.